# 松田亘哲
松田 亘哲（まつだ ひろあき、1997年5月16日 - ）は、愛知県岩倉市出身の元プロ野球選手（投手）。左投左打。NPBでは育成選手であった。
名古屋大学の出身者では初めてのプロ野球選手で、卒業後の2020年から中日ドラゴンズに在籍。2023年限りで現役を引退した後に、2024年4月1日からCBCテレビに勤務している。現在は、愛知県警担当（一課担）記者として活躍している。

## 経歴

### プロ入り前
2歳上の兄が地元のスポーツ少年団に入る際に、自身も小学1年生から野球を始めた。当時からポジションは投手。
その後進学した岩倉市立岩倉中学校では当時野球部がなかったため、兄の後を追って軟式野球クラブチーム「小牧JHBC」に入ってプレーを続けた。2年生のときには愛知県大会の決勝まで進んだが、3年生のときは初戦で敗退。当時松田の身長は150cm前後と小柄で、またチームでほかに背が高い投手が他に2人いたことから、投手としては3番手に留まり、主に外野手として試合に出場していた。
愛知県立江南高等学校に進学すると、前述の他投手との身長差から野球に対する意欲をなくしたことと、硬式ボールで力強い球を投げる自信もなかったことから、中学時代のチームメイトと連れ立ってバレーボール部に所属。松田の当時の身長は160cm程度で、レシーブが好きだったため、ポジションはリベロであった。しかしながら、高校在学中に身長が175cmまで伸び、大学入学後に再び野球を再開しようと志す。
2016年、名古屋大学経済学部に現役合格したと同時に野球を再開する。そのため、松田の硬式野球のキャリアは大学から始まったといえる。名古屋大学硬式野球部入部時に最速120km/hだった球速は、1年生秋には140km/hを計測するまでに成長。2年生秋から先発を任されるようになった。4年生のときは最速148km/hまで球速が増し、秋のリーグ戦では4試合に投げ、30回2/3を43奪三振、防御率0.29の成績を残す。チームは愛知大学野球リーグで3部優勝を果たし、2019年11月4日の名古屋経済大学との2部3部入れ替え戦（パロマ瑞穂球場）では、松田が9回6失点（自責0）で完投勝利したことでチームの4季ぶりの2部昇格に貢献した。
2019年ドラフト会議では、中日ドラゴンズから育成選手ドラフト1位指名を受けた。同年11月11日に入団交渉を行い、支度金200万円、年俸300万円で仮契約を結んだ。背番号は207。名古屋大学からドラフト指名された初の選手となった。

### 中日時代
2020年は、5月頃から左肩に違和感を覚え始め、そのままの状態で練習メニューやシート打撃での登板をこなしていったところ、次第に違和感が痛みに変化。7月に病院に行き、左肩関節唇及び関節包の軽度の損傷と診断され、リハビリ組で調整することとなった。この左肩痛の影響もあって、実戦登板の機会は無かった。
2021年は、春季キャンプ時点でブルペンでの投球練習を行えるようになるまで左肩痛が回復した。そのため2月24日、キャンプ中の北海道日本ハムファイターズとの二軍練習試合で、プロ入り後初めての実戦登板を経験した。キャンプ期間中の対外試合、教育リーグでは自責点0の登板を続け、開幕後の3月26日の対阪神タイガース戦でウエスタン・リーグ公式戦デビュー。中継ぎとして1イニングを投げ、無失点だった。シーズン後半は球速を上げようとして調子を崩してしまったが、最終的に二軍で16試合に登板して16イニングを投げ、0勝2敗、防御率3.38の成績を残した。10月からはみやざきフェニックス・リーグに参加した。
2022年は、春季キャンプから初めて一軍キャンプに合流。キャンプ中の練習試合で、一軍メンバーとして初めての対外試合も経験した。開幕後は二軍で中継ぎとして起用されていたが、6月12日の対オリックス・バファローズ戦で初めて先発登板し、5回3失点の投球を見せた。最終的に二軍で26試合に登板し、0勝3敗、防御率7.13の成績を残した。オフには育成選手としての契約が3年に達したことで規定通り一旦自由契約となり、再び中日と契約した。
2023年は、ウエスタン・リーグ12試合の登板で防御率6.97に終わり、10月5日に戦力外通告を受け、現役引退を決断した。

### 現役引退後
2023年11月にCBCテレビの社員中途採用試験を受け、2024年4月1日付で同局に入社した。入社3か月後の2024年7月1日からは、『チャント!』（平日夕方の中京ローカル向け報道・情報番組）で取材リポートを担当。
2025年、愛知県警担当（一課担）として活躍している。

## 選手としての特徴
最速148km/hのストレートとカットボール、スライダー、カーブ、チェンジアップ、ツーシームといった多彩な変化球を投げる。
2021年の中日二軍監督だった仁村徹は、間合いや制球といった松田のマウンドさばきを評価している。また、プロ入り後は中継ぎでの起用が主だったが、先発での起用も目されていた。二軍投手コーチの浅尾拓也は、理解と習得が早いと評する。

## 人物
大学時代のトレードマークはJINSの黒縁メガネで、これは童顔を隠すためのもの。黒縁にこだわっていたが、中日からのドラフト指名を機に青縁メガネを新調し、プロ2年目まではメガネをかけてプレーしていたが、2022年シーズンよりコンタクトレンズ着用に変えている。
目標とする選手は山本昌。
大学時代は、岩倉市内にある塾の講師アルバイトをしていた。

## 詳細情報

### 年度別投手成績
- 一軍公式戦出場なし

### 背番号
- 207（2020年[10] - 2023年）